# Estació d'Alginet
L'estació d'Alginet és una estació de ferrocarril propietat dels Ferrocarrils de la Generalitat Valenciana (FGV) i operada per Metrovalència al municipi d'Alginet, a la Ribera Alta, País Valencià. L'estació pertany a la línia 1 i a la zona tarifària C. L'adreça oficial de l'estació és el carrer de Sant Antoni, 109.

## Història
L'estació original amb el mateix edifici, que avui dia és patrimoni local, va ser inaugurada el 27 de març de 1894 per la Societat Valenciana de Tramvies (SVT), creadora del mític trenet de València i que més tard seria la Companyia de Tramvies i Ferrocarrils de València (CTFV) i Ferrocarrils Espanyols de Via Estreta, qui el 1986 entregà tota la xarxa viària de via estreta del trenet a la recentment creada Ferrocarrils de la Generalitat Valenciana.
Amb l'actual gestió de FGV, l'estació va començar a funcionar a la nova línia 1 el 8 d'octubre de 1988. La línia 1 creada per FGV suposa la unió de les antigues línies del trenet al nord (Pont de Fusta a Bétera i Llíria) i la sud (València-Jesús a Castelló), secció a la qual pertany l'estació d'Alberic.

## Distribució
L'estació consisteix en un edifici de dues plantes on es troben les màquines i les finestretes d'atenció al públic i per a comprar els bitllets. Travessant per dins de l'edifici es troba l'accés a les andanes, que es troben a l'aire lliure. A les andanes hi han unes marquesines metàl·liques i uns bancs per als passatgers.
L'estació disposa de tres vies, dues d'elles destinades al trànsit de trens per al servici de passatgers de la línia i la via restant com a via morta o apartada. L'andana est s'utilitza per als trens que circulen en direcció nord i l'andana oest per als trens que circulen cap al sud de la línia. Per tal de travessar les andanes est a l'oest cal travessar un pas a nivell.

## Ruta
| Procedència/Destinació | <          | Línia | >        | Procedència/Destinació |
| ---------------------- | ---------- | ----- | -------- | ---------------------- |
| Bétera                 | Massalavés |       | Castelló | Castelló               |

## Galeria

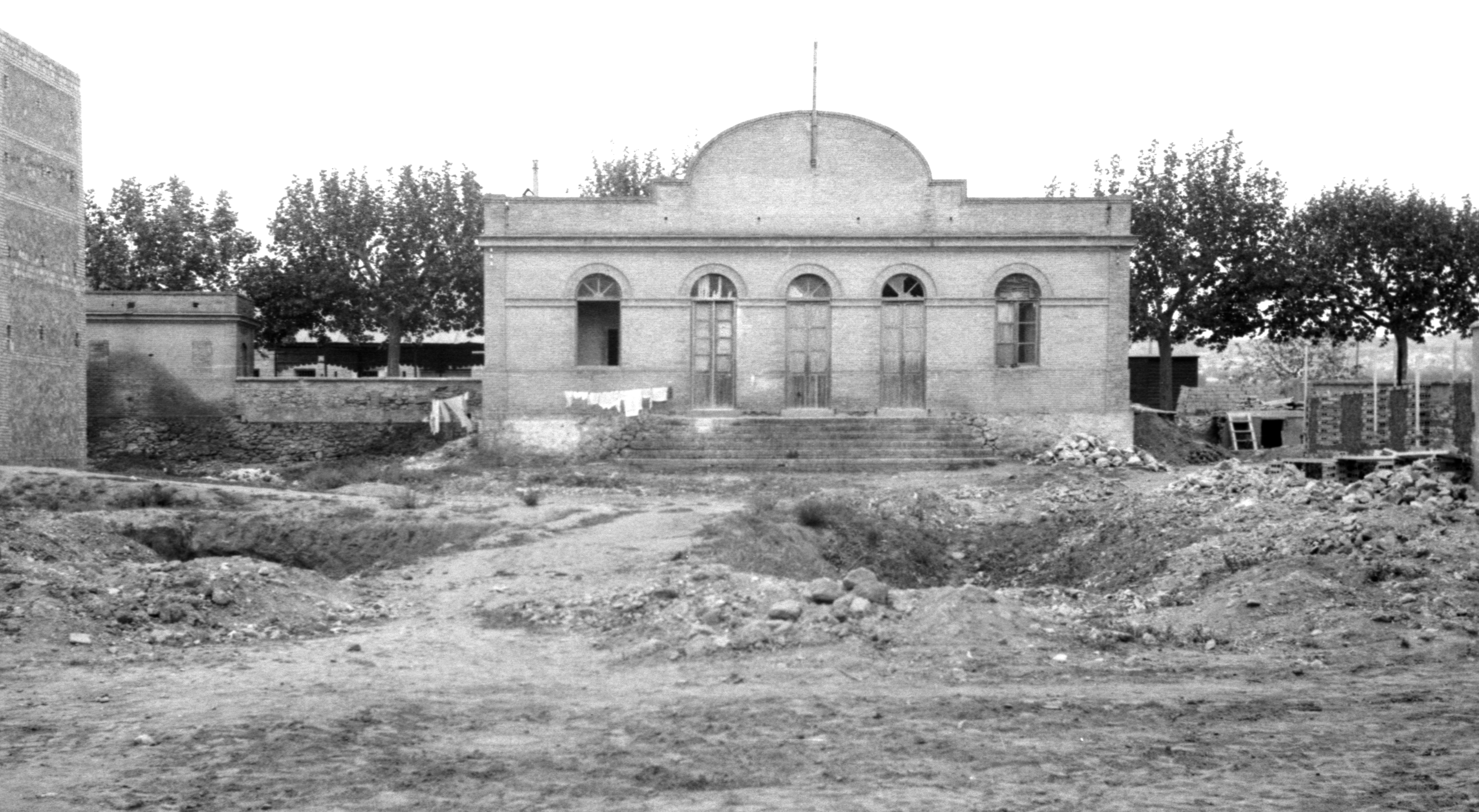
L'estació el 1955
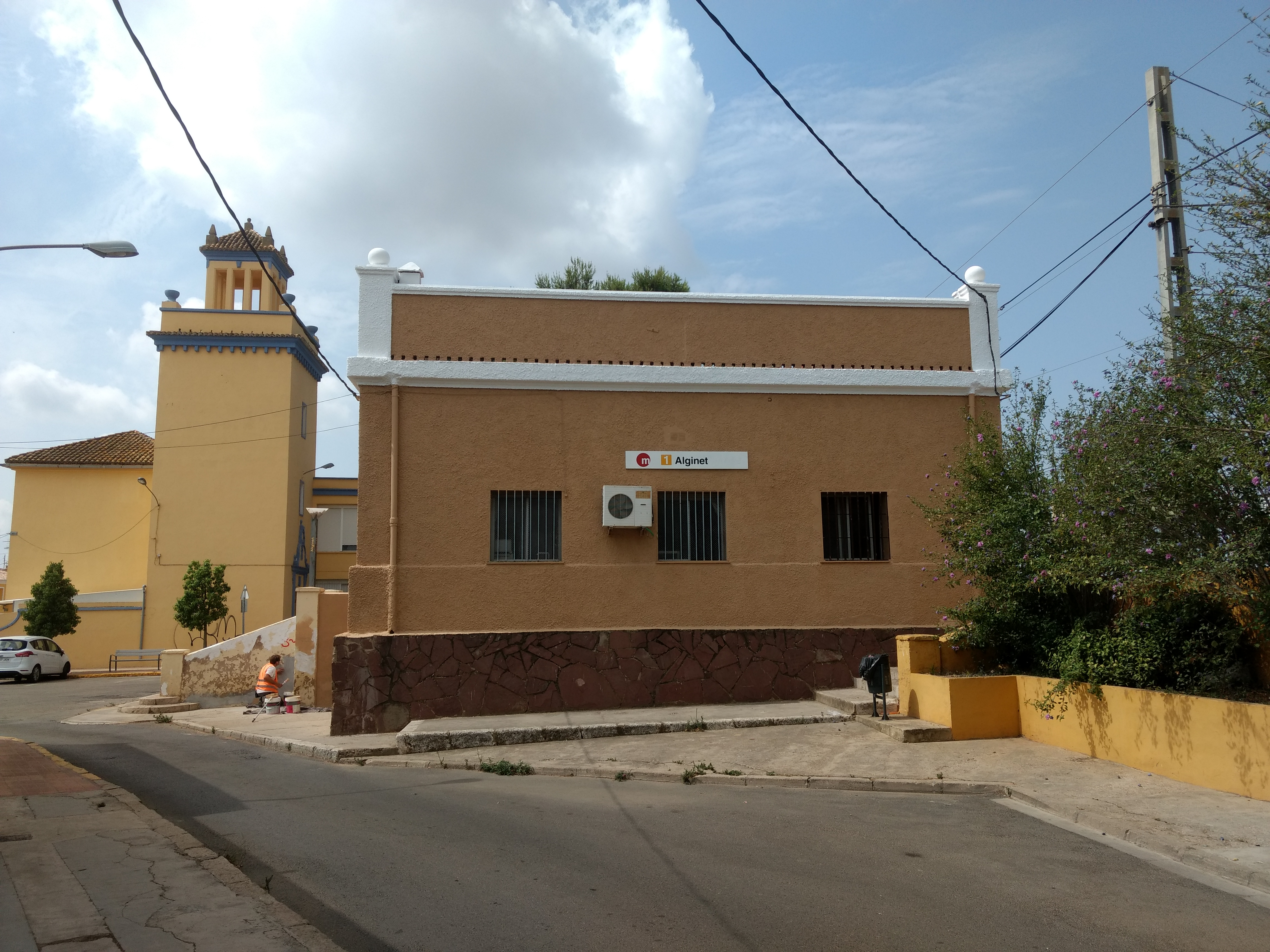
Vista lateral de l'estació
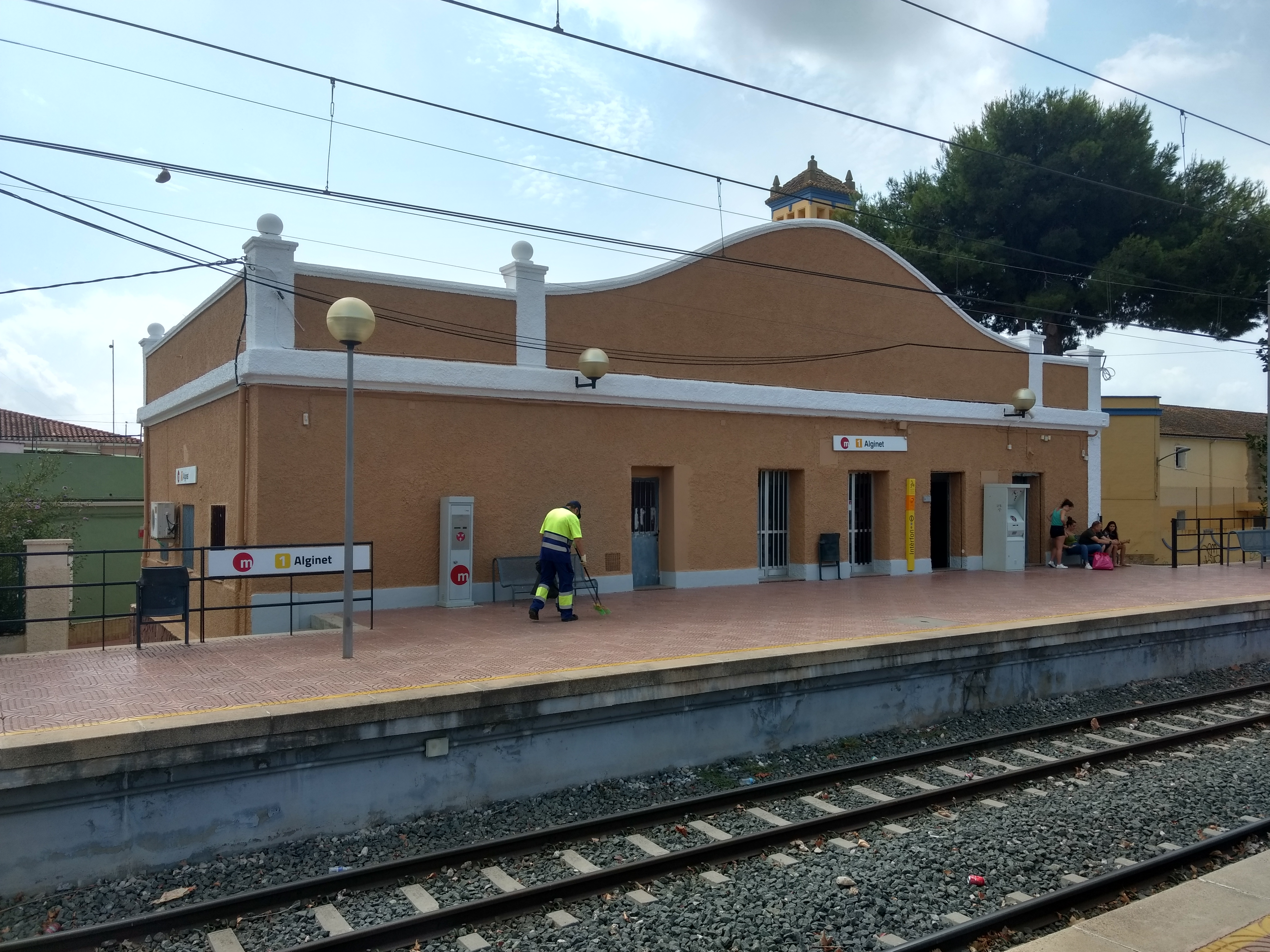
Andana de l'estació